# Le Reposoir
Le Reposoir es una comuna y localidad francesa situada en la región Ródano-Alpes, en el departamento de Alta Saboya, en el distrito de Bonneville.

## Geografía
Le Reposoir está situado al pie del puerto de La Colombière. Es uno de los puntos de partida para el ascenso a la cima de la Pointe Percée, el punto más alto de la cadena de los Aravis. La comuna está atravesada por el Foron, un afluente menor del Arve. 

## Demografía
| 250 | 251 | 212 | 242 | 289 | 375 |
| Para los censos de 1962 a 1999 la población legal corresponde a la población sin duplicidades (Fuente: INSEE [Consultar]) |     |     |     |     |     |

## Lugares de interés
- Cartuja de Le Reposoir, fundada en 1151 por el beato Juan de España.